# Liste der Olympiasieger im Fußball/Medaillengewinnerinnen

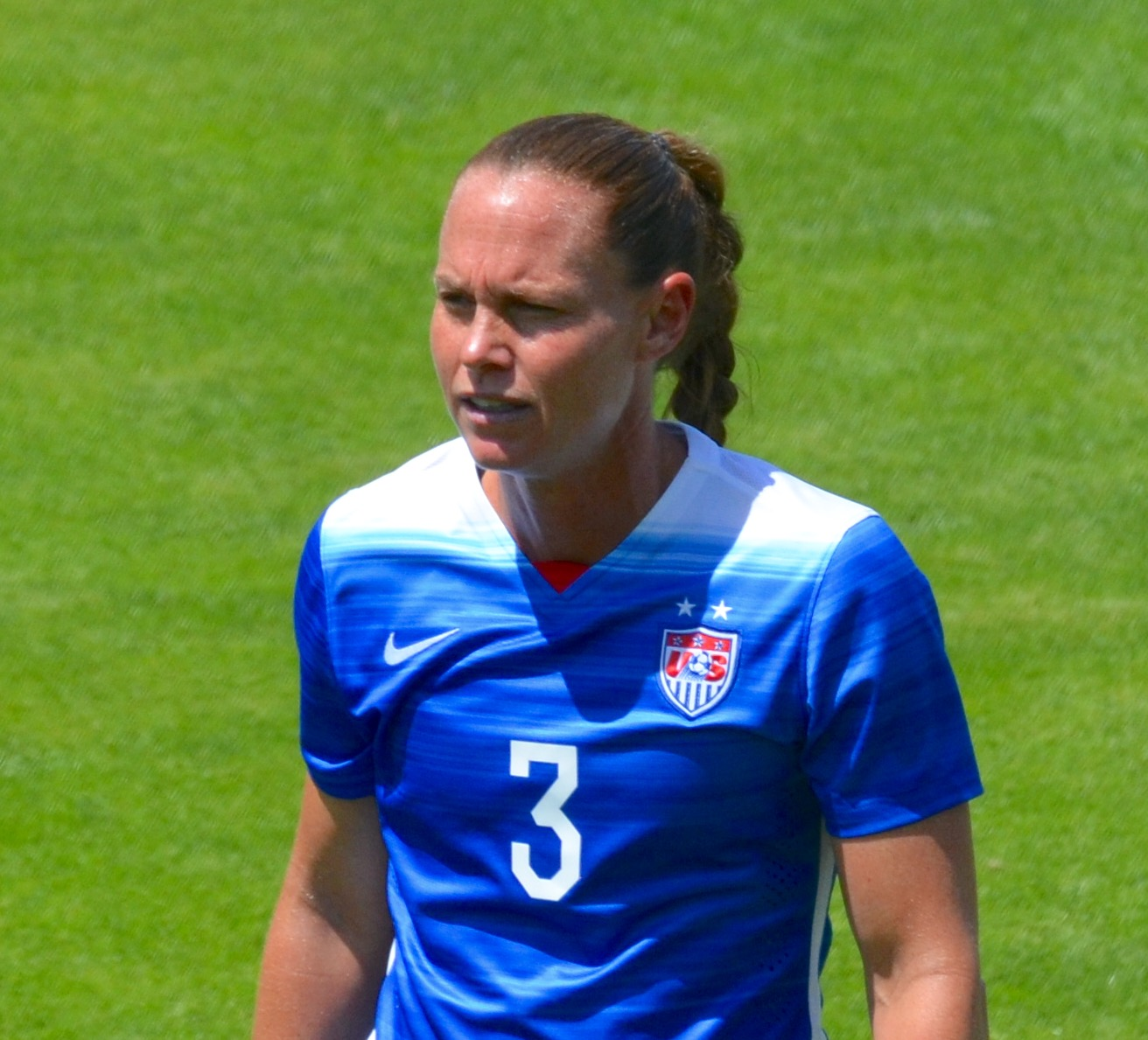
Christie Pearce mit der US-Nationalmannschaft mit dreimal Gold und einmal Silber erfolgreichste Fußballspielerin bei Olympischen Spielen.

Die Liste der Olympiasiegerinnen im Fußball listet alle Sieger, zweit- und drittplatzierten Mannschaften mit dem vollständigen Kader der fünf bisherigen olympischen Frauenfußballturniere auf. Im weiteren Teil werden alle Spielerinnen aufgelistet, die mindestens eine Goldmedaille gewonnen haben.
Frauenfußball war erstmals bei den Olympischen Sommerspielen 1996 in Atlanta eine olympische Disziplin. Im Gegensatz zu den Männern nehmen bei den Frauen die jeweiligen A-Nationalmannschaften teil. Auch die Regelung, dass nicht mehr als drei Spieler älter als 23 Jahre sein dürfen, findet bei den Frauen keine Verwendung.
Rekordsieger sind die USA mit vier Turniersiegen. Bei den Olympischen Spielen 2000 in Sydney und den beiden letzten Austragungen konnte die US-Auswahl nicht den Titel holen, wobei sie 2016 komplett leer ausgingen. 2000 siegte Norwegen. Der Rekord-Europameister Deutschland konnte 2016 die Goldmedaille nach zuvor drei Bronzemedaillen gewinnen. Bei den wegen der COVID-19-Pandemie um ein Jahr verschobenen Spielen von 2020 konnte Kanada als vierte Mannschaft die Goldmedaille gewinnen. Bei den acht bisherigen olympischen Frauenfußballturnieren konnten 132 Spielerinnen die Goldmedaille gewinnen.

## Wettbewerbe
| Olympia | Gold | Silber | Bronze |
| ------- | --- | --- | --- |
| 1996    | Vereinigte StaatenMichelle Akers Brandi Chastain Amanda Cromwell Joy Fawcett Julie Foudy Carin Gabarra Mia Hamm Mary Harvey Kristine Lilly Shannon MacMillan Tiffeny Milbrett Carla Overbeck Cindy Parlow Tiffany Roberts Briana Scurry Thori Staples Bryan Tisha Venturini Saskia Webber Staci Wilson                                                           | ChinaChen Yufeng Fan Yunjie Gao Hong Liu Ailing Liu Ying Niu Lijie Shi Guihong Shui Qingxia Sun Qingmei Sun Wen Wang Liping Wei Haiying Wen Lirong Xie Huilin Yu Hongqi Zhang Yan Zhao Lihong Zhong Honglian | NorwegenAnn Kristin Aarønes Agnete Carlsen Gro Espeseth Tone Gunn Frustøl Tone Haugen Linda Medalen Merete Myklebust Bente Nordby Anne Nymark Andersen Nina Nymark Andersen Marianne Pettersen Hege Riise Brit Sandaune Reidun Seth Ingrid Sternhoff Heidi Støre Tina Svensson Trine Tangeraas Kjersti Thun                                                         |
| 2000    | NorwegenKristin Bekkevold Christine Bøe Jensen Anne Bugge-Paulsen Gro Espeseth Ragnhild Gulbrandsen Solveig Gulbrandsen Margun Haugenes Ingeborg Hovland Astrid Johannessen Silje Jørgensen Monica Knudsen Gøril Kringen Bente Kvitland Unni Lehn Dagny Mellgren Bente Nordby Marianne Pettersen Anita Rapp Hege Riise Brit Sandaune Kjersti Thun Anne Tønnessen | Vereinigte StaatenJenni Branam Susan Bush Brandi Chastain Joy Fawcett Lorrie Fair Julie Foudy Michelle French Mia Hamm Kristine Lilly Shannon MacMillan Kate Markgraf Tiffeny Milbrett Siri Mullinix Carla Overbeck Cindy Parlow Christie Rampone Briana Scurry Nikki Serlenga Danielle Slaton Aly Wagner Christie Welsh Sara Whalen                                     | DeutschlandNadine Angerer Nicole Brandebusemeyer Doris Fitschen Jeannette Götte Stefanie Gottschlich Inka Grings Ariane Hingst Melanie Hoffmann Steffi Jones Renate Lingor Maren Meinert Sandra Minnert Claudia Müller Martina Müller Birgit Prinz Silke Rottenberg Andrea Schaller Sandra Smisek Kerstin Stegemann Bettina Wiegmann Pia Wunderlich Tina Wunderlich |
| 2004    | Vereinigte StaatenShannon Boxx Brandi Chastain Joy Fawcett Julie Foudy Mia Hamm Angela Hucles Kristine Lilly Kristin Luckenbill Kate Markgraf Heather Mitts Heather O’Reilly Cindy Parlow Christie Rampone Cat Reddick Briana Scurry Lindsay Tarpley Aly Wagner Abby Wambach                                                                                     | BrasilienAline Andreia Cristiane Daniela Elaine Formiga Grazielle Juliana Kelly Maravilha Marta Maycon Monica Pretinha Renata Costa Rosana Roseli Tânia Maranhão | DeutschlandNadine Angerer Isabell Bachor Sonja Fuss Kerstin Garefrekes Sarah Günther Ariane Hingst Steffi Jones Renate Lingor Sandra Minnert Martina Müller Viola Odebrecht Navina Omilade Conny Pohlers Birgit Prinz Silke Rottenberg Kerstin Stegemann Petra Wimbersky Pia Wunderlich                                                                             |
| 2008    | Vereinigte StaatenNicole Barnhart Shannon Boxx Rachel Buehler Lori Chalupny Lauren Cheney Stephanie Cox Tobin Heath Angela Hucles Natasha Kai Carli Lloyd Kate Markgraf Heather Mitts Heather O’Reilly Christie Rampone Amy Rodriguez Hope Solo Lindsay Tarpley Aly Wagner                                                                                       | BrasilienAndreia Andreia Rosa Bárbara Cristiane Daniela Erika Ester Fabiana Formiga Francielle Marta Maurine Maycon Pretinha Renata Costa Rosana Simone Tânia Maranhão | DeutschlandNadine Angerer Fatmire Bajramaj Saskia Bartusiak Melanie Behringer Linda Bresonik Kerstin Garefrekes Ariane Hingst Ursula Holl Annike Krahn Simone Laudehr Renate Lingor Anja Mittag Célia Okoyino da Mbabi Babett Peter Conny Pohlers Birgit Prinz Sandra Smisek Kerstin Stegemann                                                                      |
| 2012    | Vereinigte StaatenNicole Barnhart Shannon Boxx Rachel Buehler Lauren Cheney Tobin Heath Amy LePeilbet Sydney Leroux Carli Lloyd Heather Mitts Alex Morgan Heather O’Reilly Christie Rampone Megan Rapinoe Amy Rodriguez Becky Sauerbrunn Hope Solo Lindsay Tarpley Abby Wambach                                                                                  | JapanKozue Andō Miho Fukumoto Mana Iwabuchi Azusa Iwashimizu Ayumi Kaihori Nahomi Kawasumi Yukari Kinga Saki Kumagai Karina Maruyama Aya Miyama Yūki Nagasato Shinobu Ōno Mizuho Sakaguchi Aya Sameshima Homare Sawa Megumi Takase Asuna Tanaka Kyōko Yano | KanadaCandace Chapman Jonelle Filigno Robyn Gayle Kaylyn Kyle Karina LeBlanc Diana Matheson Erin McLeod Carmelina Moscato Marie-Ève Nault Kelly Parker Sophie Schmidt Desiree Scott Lauren Sesselmann Christine Sinclair Chelsea Stewart Melissa Tancredi Brittany Timko Rhian Wilkinson                                                                            |
| 2016    | DeutschlandSaskia Bartusiak Melanie Behringer Laura Benkarth (TW) Sara Däbritz Lena Goeßling Josephine Henning Svenja Huth Mandy Islacker Tabea Kemme Isabel Kerschowski Annike Krahn Simone Laudehr Melanie Leupolz Leonie Maier Dzsenifer Marozsán Anja Mittag Babett Peter Alexandra Popp Almuth Schult (TW)                                                  | SchwedenJonna Andersson Emilia Appelqvist Kosovare Asllani Emma Berglund Stina Blackstenius Hilda Carlén (TW) Lisa Dahlkvist Magdalena Eriksson Nilla Fischer Pauline Hammarlund Sofia Jakobsson Hedvig Lindahl (TW) Elin Rubensson Jessica Samuelsson Lotta Schelin Olivia Schough Caroline Seger Linda Sembrant Fridolina Rolfö                                        | KanadaJanine Beckie Josée Bélanger Kadeisha Buchanan Allysha Chapman Sabrina D’Angelo (TW) Jessie Fleming Stephanie Labbé (TW) Ashley Lawrence Diana Matheson Nichelle Prince Rebecca Quinn Deanne Rose Sophie Schmidt Desiree Scott Christine Sinclair Melissa Tancredi Rhian Wilkinson Shelina Zadorsky                                                           |
| 2020    | KanadaJanine Beckie Kadeisha Buchanan Gabrielle Carle Allysha Chapman Jessie Fleming Vanessa Gilles Julia Grosso Jordyn Huitema Stephanie Labbé (TW) Ashley Lawrence Adriana Leon Erin McLeod (TW) Nichelle Prince Quinn Jayde Riviere Deanne Rose Desiree Scott Sophie Schmidt Kailen Sheridan (TW) Christine Sinclair Evelyne Viens Shelina Zadorsky           | SchwedenJonna Andersson Filippa Angeldahl Anna Anvegård Kosovare Asllani Hanna Bennison Nathalie Björn Stina Blackstenius Rebecka Blomqvist Magdalena Eriksson Jennifer Falk (TW) Hanna Glas Lina Hurtig Amanda Ilestedt Sofia Jakobsson Madelen Janogy Emma Kullberg Hedvig Lindahl (TW) Zećira Mušović (TW) Julia Roddar Fridolina Rolfö Olivia Schough Caroline Seger | Vereinigte StaatenJane Campbell (TW) Abby Dahlkemper Tierna Davidson Crystal Dunn Julie Ertz Adrianna Franch (TW) Tobin Heath Lindsey Horan Casey Krueger Rose Lavelle Carli Lloyd Catarina Macário Kristie Mewis Samantha Mewis Alex Morgan Alyssa Naeher (TW) Kelley O’Hara Christen Press Megan Rapinoe Becky Sauerbrunn Emily Sonnett Lynn Williams             |
| 2024    | Vereinigte StaatenKorbin Albert Croix Bethune Sam Coffey Jane Campbell (TW) Tierna Davidson Crystal Dunn Emily Fox Naomi Girma Hal Hershfeldt Lindsey Horan Casey Krueger Rose Lavelle Casey Murphy (TW) Alyssa Naeher (TW) Jenna Nighswonger Trinity Rodman Emily Sams Jaedyn Shaw Sophia Smith Emily Sonnett Mallory Swanson Lynn Williams                     | BrasilienAdriana Ana Vitória Angelina Antônia Duda Gabi Nunes Gabi Portilho Jheniffer Kerolin Lauren Lorena (TW) Luciana (TW) Ludmila Marta Priscila Rafaelle Souza Tainá (TW) Tamires Tarciane Thaís Yasmim Vitória Yaya | DeutschlandNicole Anyomi Ann-Katrin Berger (TW) Jule Brand Klara Bühl Sara Doorsoun Vivien Endemann Laura Freigang Merle Frohms (TW) Giulia Gwinn Marina Hegering Kathrin Hendrich Stina Johannes (TW) Sarai Linder Sydney Lohmann Janina Minge Sjoeke Nüsken Alexandra Popp Felicitas Rauch Lea Schüller Bibiane Schulze Solano Elisa Senß Pia-Sophie Wolter       |

## Die erfolgreichsten Spielerinnen
- Platz: Gibt die Reihenfolge der Spielerinnen wieder. Diese wird durch die Anzahl der Goldmedaillen bestimmt. Bei gleicher Anzahl werden die Silbermedaillen verglichen und anschließend die Bronzemedaillen.
- Name: Nennt den Namen der Spielerin.
- Land: Nennt das Land, für das die Spielerin startete.
- Gold: Nennt die Anzahl der gewonnenen Goldmedaillen.
- Silber: Nennt die Anzahl der gewonnenen Silbermedaillen.
- Bronze: Nennt die Anzahl der gewonnenen Bronzemedaillen.
- Gesamt: Nennt die Anzahl aller gewonnenen Medaillen.

| Platz | Name               | Land               | Gold | Silber | Bronze | Gesamt |
| ----- | ------------------ | ------------------ | ---- | ------ | ------ | ------ |
| 1.    | Christie Pearce    | Vereinigte Staaten | 3    | 1      | –      | 4      |
| 2.    | Shannon Boxx       | Vereinigte Staaten | 3    | −      | –      | 3      |
| 2.    | Heather Mitts      | Vereinigte Staaten | 3    | –      | –      | 3      |
| 2.    | Heather O’Reilly   | Vereinigte Staaten | 3    | –      | –      | 3      |
| 2.    | Lindsay Tarpley    | Vereinigte Staaten | 3    | –      | –      | 3      |
| 6.    | Brandi Chastain    | Vereinigte Staaten | 2    | 1      | –      | 3      |
| 6.    | Joy Fawcett        | Vereinigte Staaten | 2    | 1      | –      | 3      |
| 6.    | Julie Foudy        | Vereinigte Staaten | 2    | 1      | –      | 3      |
| 6.    | Mia Hamm           | Vereinigte Staaten | 2    | 1      | –      | 3      |
| 6.    | Kristine Lilly     | Vereinigte Staaten | 2    | 1      | –      | 3      |
| 6.    | Kate Markgraf      | Vereinigte Staaten | 2    | 1      | –      | 3      |
| 6.    | Cindy Parlow       | Vereinigte Staaten | 2    | 1      | –      | 3      |
| 6.    | Briana Scurry      | Vereinigte Staaten | 2    | 1      | –      | 3      |
| 6.    | Aly Wagner         | Vereinigte Staaten | 2    | 1      | –      | 3      |
| 15.   | Tobin Heath        | Vereinigte Staaten | 2    | –      | 1      | 3      |
| 15.   | Carli Lloyd        | Vereinigte Staaten | 2    | –      | 1      | 3      |
| 17.   | Nicole Barnhart    | Vereinigte Staaten | 2    | –      | –      | 2      |
| 17.   | Rachel Buehler     | Vereinigte Staaten | 2    | –      | –      | 2      |
| 17.   | Lauren Cheney      | Vereinigte Staaten | 2    | –      | –      | 2      |
| 17.   | Angela Hucles      | Vereinigte Staaten | 2    | –      | –      | 2      |
| 17.   | Amy Rodriguez      | Vereinigte Staaten | 2    | –      | –      | 2      |
| 17.   | Hope Solo          | Vereinigte Staaten | 2    | –      | –      | 2      |
| 17.   | Abby Wambach       | Vereinigte Staaten | 2    | –      | –      | 2      |
| 24.   | Shannon MacMillan  | Vereinigte Staaten | 1    | 1      | –      | 2      |
| 24.   | Tiffeny Milbrett   | Vereinigte Staaten | 1    | 1      | –      | 2      |
| 24.   | Carla Overbeck     | Vereinigte Staaten | 1    | 1      | –      | 2      |
| 27.   | Desiree Scott      | Kanada             | 1    | –      | 2      | 3      |
| 27.   | Sophie Schmidt     | Kanada             | 1    | –      | 2      | 3      |
| 27.   | Christine Sinclair | Kanada             | 1    | –      | 2      | 3      |
| 30.   | Saskia Bartusiak   | Deutschland        | 1    | –      | 1      | 2      |
| 30.   | Janine Beckie      | Kanada             | 1    | –      | 1      | 2      |
| 30.   | Melanie Behringer  | Deutschland        | 1    | –      | 1      | 2      |
| 30.   | Kadeisha Buchanan  | Kanada             | 1    | –      | 1      | 2      |
| 30.   | Allysha Chapman    | Kanada             | 1    | –      | 1      | 2      |
| 30.   | Gro Espeseth       | Norwegen           | 1    | –      | 1      | 2      |
| 30.   | Jessie Fleming     | Kanada             | 1    | –      | 1      | 2      |
| 30.   | Annike Krahn       | Deutschland        | 1    | –      | 1      | 2      |
| 30.   | Stephanie Labbé    | Kanada             | 1    | –      | 1      | 2      |
| 30.   | Simone Laudehr     | Deutschland        | 1    | –      | 1      | 2      |
| 30.   | Ashley Lawrence    | Kanada             | 1    | –      | 1      | 2      |
| 30.   | Erin McLeod        | Kanada             | 1    | –      | 1      | 2      |
| 30.   | Anja Mittag        | Deutschland        | 1    | –      | 1      | 2      |
| 30.   | Alex Morgan        | Vereinigte Staaten | 1    | –      | 1      | 2      |
| 30.   | Bente Nordby       | Norwegen           | 1    | –      | 1      | 2      |
| 30.   | Babett Peter       | Deutschland        | 1    | –      | 1      | 2      |
| 30.   | Marianne Pettersen | Norwegen           | 1    | –      | 1      | 2      |
| 30.   | Alexandra Popp     | Deutschland        | 1    | –      | 1      | 2      |
| 30.   | Nichelle Prince    | Kanada             | 1    | –      | 1      | 2      |
| 30.   | Quinn              | Kanada             | 1    | –      | 1      | 2      |
| 30.   | Megan Rapinoe      | Vereinigte Staaten | 1    | –      | 1      | 2      |
| 30.   | Hege Riise         | Norwegen           | 1    | –      | 1      | 2      |
| 30.   | Deanne Rose        | Kanada             | 1    | –      | 1      | 2      |
| 30.   | Brit Sandaune      | Norwegen           | 1    | –      | 1      | 2      |
| 30.   | Becky Sauerbrunn   | Vereinigte Staaten | 1    | –      | 1      | 2      |
| 30.   | Kjersti Thun       | Norwegen           | 1    | –      | 1      | 2      |
| 30.   | Shelina Zadorsky   | Kanada             | 1    | –      | 1      | 2      |

## Nationenwertung
- Platz: Gibt die Reihenfolge der Nationalmannschaften wieder. Diese wird durch die Anzahl der Goldmedaillen bestimmt. Bei gleicher Anzahl werden die Silbermedaillen verglichen und anschließend die Bronzemedaillen.
- Land: Nennt das Land, das die Nationalmannschaft repräsentiert.
- Gold: Nennt die Anzahl der gewonnenen Goldmedaillen.
- Silber: Nennt die Anzahl der gewonnenen Silbermedaillen.
- Bronze: Nennt die Anzahl der gewonnenen Bronzemedaillen.
- Gesamt: Nennt die Anzahl aller gewonnenen Medaillen.

| Platz | Land               | Gold | Silber | Bronze | Gesamt |
| ----- | ------------------ | ---- | ------ | ------ | ------ |
| 1.    | Vereinigte Staaten | 5    | 1      | 1      | 7      |
| 2.    | Deutschland        | 1    | –      | 4      | 5      |
| 3.    | Kanada             | 1    | –      | 2      | 3      |
| 4.    | Norwegen           | 1    | –      | 1      | 2      |
| 5.    | Brasilien          | –    | 3      | –      | 3      |
| 6.    | Schweden           | –    | 2      | –      | 2      |
| 7.    | China              | –    | 1      | –      | 1      |
| 7.    | Japan              | –    | 1      | –      | 1      |